# Санта-Мария-и-Сан-Мигел
Санта-Мария-и-Сан-Мигел (порт. Santa Maria e São Miguel)  —  район (фрегезия) в Португалии,  входит в округ Лиссабон. Является составной частью муниципалитета  Синтра. Находится в составе крупной городской агломерации Большой Лиссабон. По старому административному делению входил в провинцию Эштремадура. Входит в экономико-статистический  субрегион Большой Лиссабон, который входит в Лиссабонский регион. Население составляет 9 314 человека на 2011 год. Занимает площадь 11,53 км².
Покровителем района считается Дева Мария (порт. Santa Maria).